# Dostojka pandora
Dostojka pandora (Argynnis pandora) – motyl dzienny z rodziny rusałkowatych (Nymphalidae).

## Cechy
Skrzydła o rozpiętości 64–70 mm. Niewyraźny dymorfizm płciowy. Na wierzchu przednich skrzydeł samca występują łyski zapachowe. Spód tylnych skrzydeł jasnozielony z wąskimi srebrnymi przepaskami. 

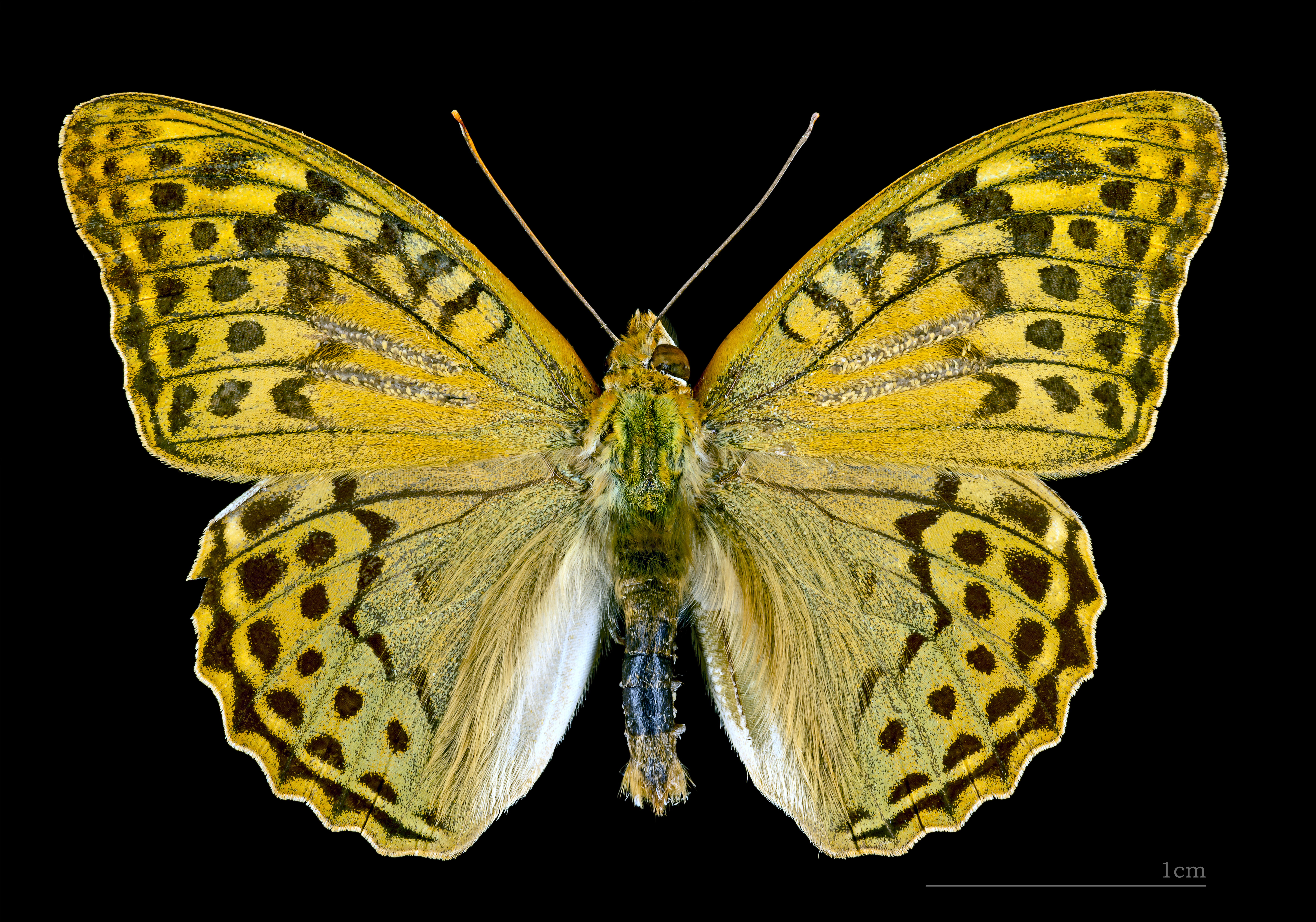
♂
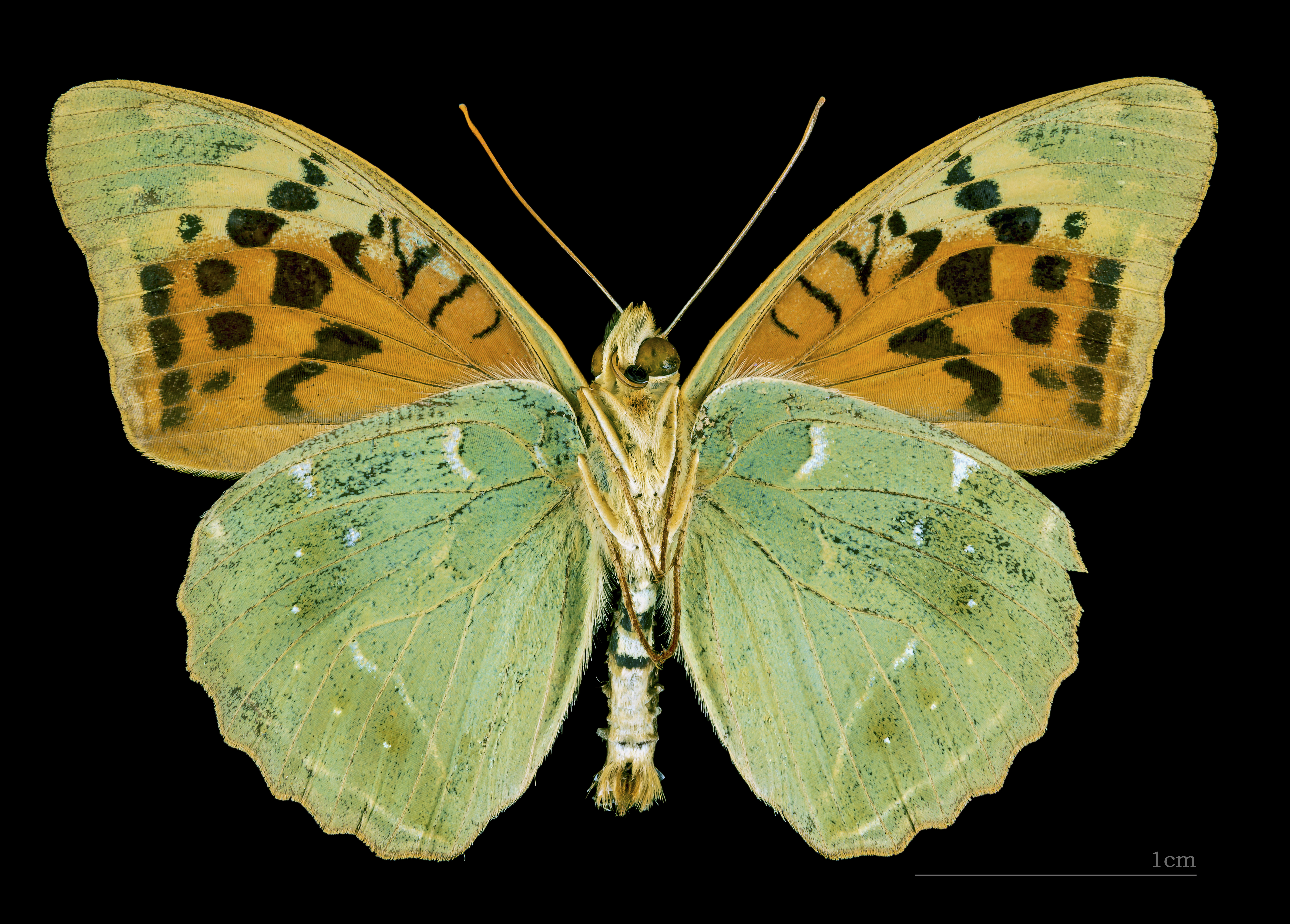
♂ △
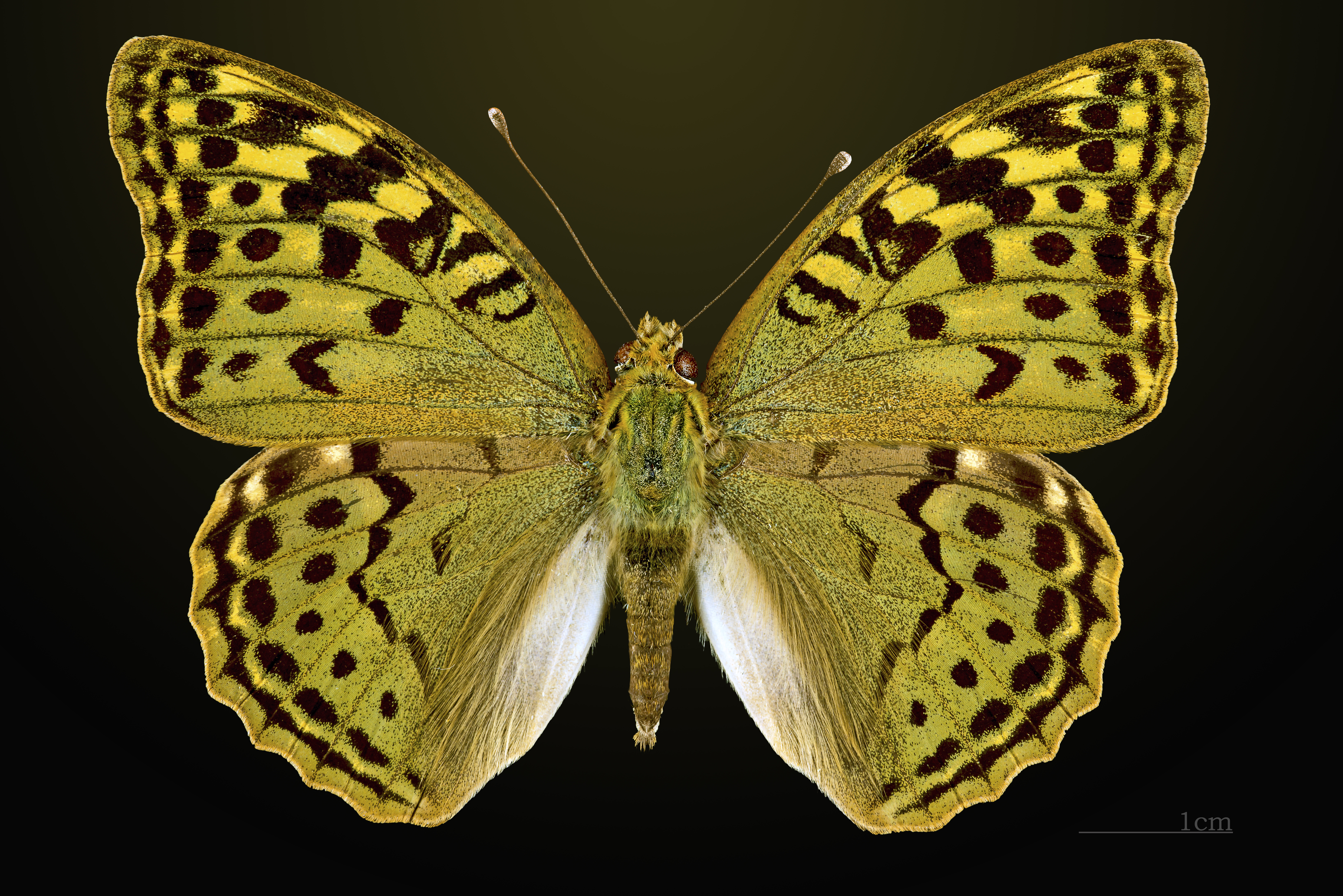
♀
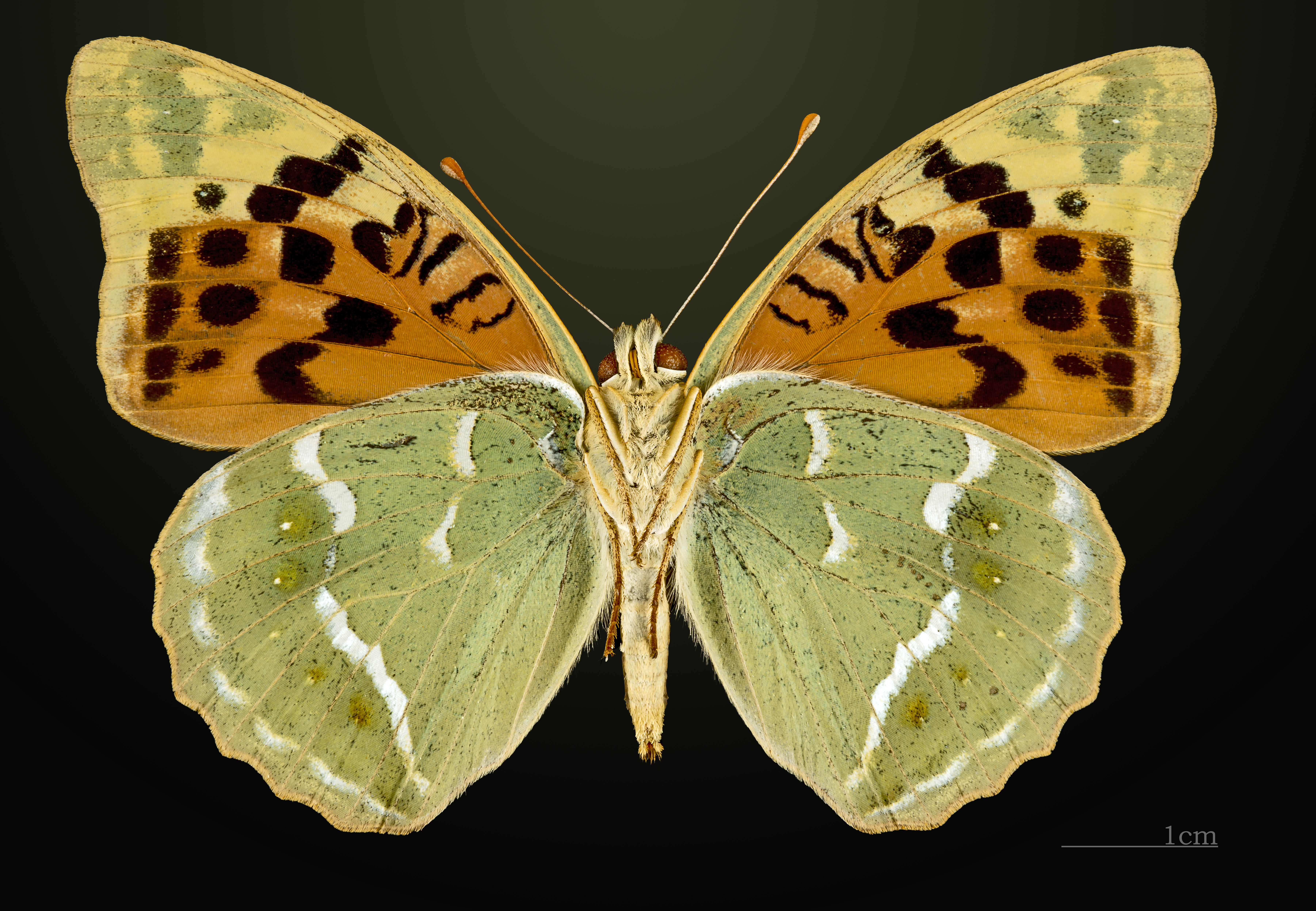
♀ △

## Biologia i ekologia
Stadium zimującym są larwy; żerują na różnych gatunkach fiołków (Viola ssp.). Owady dorosłe pojawiają się w jednym pokoleniu – od połowy lipca do połowy października. Siedliskiem są polany, skraje lasów, ciepłe zarośla, lasostepy.

## Rozmieszczenie geograficzne
Gatunek śródziemnomorski. W Polsce notowano pojedyncze, zalatujące z południa, osobniki; w Tatrach, Bieszczadach i Krakowie.